# Feng shui
Niektóre z zamieszczonych tu informacji wymagają weryfikacji.
Dokładniejsze informacje o tym, co należy poprawić, być może znajdują się w dyskusji tego artykułu.
 Po wyeliminowaniu niedoskonałości należy usunąć szablon  z tego artykułu.
Feng shui (wym. [fɤ́ŋ ʂwèi]ⓘ, dosłownie wiatr i woda) – starożytna praktyka planowania przestrzeni w celu osiągnięcia zgodności ze środowiskiem naturalnym. Tradycyjne fengshui w starożytnych Chinach obejmowało ogólny rozkład miast, wsi, budynków mieszkalnych i gospodarskich. Bywa nazywane geomancją, bo obejmuje także takie zagadnienia, jak ochrona budynków przed złymi duchami czy wpływ kształtu na otoczenie.
Żeby dokładnie oddać pierwotne znaczenie, trzeba zrozumieć symbolizm:
- wiatr, którego nie można zobaczyć – niewidzialne
- woda, której nie można uchwycić – nieuchwytne.

Stąd fēng shuǐ = (Życiowa siła/istota, która jest) niewidzialna i nieuchwytna

## Podstawowe zasady feng shui

### Zasada yin i yang
Koncepcja yin i yang to pierwsza zasada feng. Początkowo yin i yang oznaczały zacienioną (yin) i nasłonecznioną (yang) stronę wzgórza. Yin klasyfikuje się jako żeńską zasadę natury, tym samym uznaje się ją za bierną i słabą, yang zaś jako zasadę męską; aktywną i silną. Modelu yin/yang używa się do wyjaśniania struktury i ładu wszechświata oraz zachodzących w nim zmian. Wszelkie interpretacje na tym polu cechuje niezwykłej skali alegoryka, głębia i wnikliwość w naturę rzeczy.
Według tej koncepcji yin dąży do yang i odwrotnie. Przykładem może być palenie się ognia. Na początku najczęściej mamy mały ogień (yin) który z czasem się powiększa, staje się bardziej yang. Gdy brakuje mu jednak paliwa zaczyna gasnąć stając się ponownie coraz bardziej yin, aż do całkowitego zaniknięcia.

### Siatka bagua
Podstawą planowania w feng shui jest tzw. siatka bagua. Jest to oktagon  podzielony na 8 równych części. Każdy przedstawia inną dziedzinę życia.
Są to: kariera, wiedza, rodzina/zdrowie, bogactwo, sława i stopień,  małżeństwo, dzieci, pomocni ludzie. Każdej części przypisane są specjalne symbole, które wzmacniają te sfery życia. Harmonię i poprawę sytuacji życiowej można osiągnąć poprzez urządzenie domu według siatki bagua. Nakładając plan domu na kartkę, wpisując go w kwadrat lub też prostokąt, a następnie na podobnym kwadracie opieramy siatkę bagua. Wejście do domu powinno znajdować się odpowiednio w 1, 6 albo 8 strefie.

### Zasada pięciu żywiołów
Zasada wu xing (pięciu elementów, pięciu żywiołów) to druga fundamentalna zasada feng shui. Żywioły te to drewno, ogień, ziemia, metal i woda.

Koło pięciu żywiołów

Wymienione żywioły dotyczą ściśle chińskiego rozumienia owych żywiołów. Odnoszenie ich do poszczególnych słów i zachodniego ich rozumienia wprowadza w wielki błąd, dlatego niezbędne jest osobne „chińskie” omówienie każdego żywiołu. Niekiedy za pięć żywiołów uważa się wodę, wiatr, ziemię, ogień, powietrze.